# Villeneuve-lès-Montréal
Villeneuve-lès-Montréal è un comune francese di 244 abitanti situato nel dipartimento dell'Aude nella regione dell'Occitania.

## Società

### Evoluzione demografica
Abitanti censiti